# Zamek w Kaczynie
Zamek w Kaczynie – zamek zbudowany w XVI w. przez rodzinę Bukowieckich.

## Architektura
Kamienny zamek  obronny wybudowano na wyspie znajdującej się na jeziorze.